# Харун, Фарис
Фарис Харун (нидерл. Faris Dominguere Jenny Haroun; 22 сентября 1985, Брюссель) — бельгийский футболист, полузащитник.

## Клубная карьера

### Начало карьеры
Фарис родился в Брюсселе в семье бельгийки и иммигранта из Чада. Заниматься футболом он начал в местном любительском клубе «РСД Жет», затем провёл некоторое время в молодёжной команде «Моленбека», а в 16 лет перебрался в «Генк», который стал для него первым профессиональным клубом.

### «Генк»
20 февраля 2004 года Фарис дебютировал за «Генк» и в первой же игре забил победный мяч в ворота «Монса» (1:0). В своем первом сезоне он сыграл в 12 матчах лиги, забив три гола. В следующем сезоне Харун закрепился в основном составе «Генка», проведя 23 матча и отметившись 4 голами. 15 сентября 2005 года в игре с болгарским «Литексом» (2:2) состоялся дебют полузащитника в Кубке УЕФА.
Наиболее удачным для Харуна стал сезон 2006/07 — «Генк» занял второе место в чемпионате, а сам полузащитник в 21 игре забил 5 мячей и удостоился вызова в национальную сборную.
В сезоне 2007/08 Фарис также отметился 5 мячами, однако у его команды сезон не удался — «Генк» проиграл в квалификационном раунде Лиги Чемпионов, а в чемпионате занял лишь 10-е место.

### «Жерминаль Беерсхот»
В июле 2008 года Фарис подписал 4-летний контракт с клубом «Жерминаль Беерсхот». В своем первом сезоне Харун стал одним из лидеров клуба — будучи передвинутым в линию нападения, он забил 8 голов в 31 встрече. В следующем футбольном году Фарис ещё более улучшил свою результативность, отметившись 10 забитыми мячами.
Сезон 2010/11 начался для «Беерсхота» на фоне финансовых проблем. Команда выступала нестабильно, заняв в итоге в чемпионате только 13-е место. Фарис также сбавил свои показатели, забив в 29 играх лишь 5 мячей. По окончании сезона в связи с тяжёлой финансовой ситуацией в клубе футболисту было разрешено покинуть команду на правах свободного агента.

### «Мидлсбро»
18 августа 2011 года после успешного просмотра Харун подписал 3-летний контракт с клубом Чемпионшипа «Мидлсбро». 21 августа Фарис дебютировал в составе «Боро» в матче против «Бирмингем Сити»: появившись на поле в перерыве, уже на 69-й минуте бельгиец отправил в ворота «браммиз» мяч, ставший в итоге победным (3:1). 17 декабря 2011 года Харун забил свой второй мяч за «Боро», поразив на 76-й минуте ворота «Кардифф Сити» и принеся своей команде волевую победу 3:2.
Свой первый гол в сезоне 2012/13 Харун провел 23 октября в победном матче против «Халл Сити» (2:0). 8 декабря Фарис оформил первый дубль после переезда в Англию − от его результативных ударов пострадал «Питерборо Юнайтед», проигравший «речникам» 2:3.

## Международная карьера
6 июня 2007 года Харун дебютировал в составе первой сборной Бельгии, появившись на замену в проигранном матче против национальной команды Финляндии (0:2).
Также в июне 2007 года в составе молодёжной сборной Бельгии полузащитник сыграл 4 встречи на молодёжном чемпионате Европы.
В 2008 году Харун в составе олимпийской сборной Бельгии принял участие в Олимпийских Играх в Пекине. На турнире он провел 5 матчей, записав на свой счет 1 забитый мяч во встрече с Новой Зеландией (1:0).

## Достижения
«Генк»
- Серебряный призёр чемпионата Бельгии (1): 2006/07

 «Антверпен»
- Обладатель Кубка Бельгии (1): 2019/20